# Gegeneraliseerde angststoornis
De gegeneraliseerde angststoornis (GAS) is een psychische aandoening waarbij de patiënt lijdt aan langdurige buitensporige angstgevoelens en zorgen die moeilijk onder controle te krijgen zijn. In de DSM-5 is de aandoening ingedeeld bij de angststoornissen.

Locatie van de amygdala.

Een gegeneraliseerde angststoornis wordt gelinkt aan bepaalde processen in de amygdala die ontregeld zijn. De amygdala speelt met name een belangrijke rol bij het regelen van emoties, waaronder angst.

## Oorzaken en risico's
Een gegeneraliseerde angststoornis kan diverse oorzaken hebben. Ook kunnen bepaalde leefsituaties een hogere kans op het ontwikkelen van een gegeneraliseerde angststoornis geven:
- Een gegeneraliseerde angststoornis kan genetisch bepaald zijn.
- Langdurig gebruik van benzodiazepinen.
- Het gebruik van alcohol, drugs, tabak en cafeïne kunnen de verschijnselen van gegeneraliseerde angststoornis verergeren.
- Een gegeneraliseerde angststoornis kan een symptoom zijn van achterliggende psychische aandoeningen zoals depressie of PTSS. Vaak gaat een gegeneraliseerde angststoornis samen met een andere angststoornis.
- Bepaalde sociale situaties zoals: eenzaamheid, alleenstaand, vrijgezel en werkloosheid zijn risicofactoren voor het ontwikkelen van een gegeneraliseerde angststoornis.
- Bepaalde nare gebeurtenissen kunnen uiteindelijk leiden tot een gegeneraliseerde angststoornis. Voorbeelden hiervan zijn: overlijden van naasten, partner, familielid etc., pesten of na het meemaken van geweldsdelicten.
- Langdurige stress is een risicofactor.

## Verschijnselen
Voor wie aan een gegeneraliseerde angststoornis lijdt, staan de frequentie, intensiteit en duur van de zorgen niet in verhouding tot hun feitelijke bron. De optredende spanningen staan de dagelijkse gang van zaken in de weg. Het betreft vaak zorgen over werk, geld en gezondheid (ook van anderen). Ook maakt iemand zich vaak overmatig veel zorgen over op tijd zijn voor afspraken, het schoonhouden van het huis en de ordelijkheid van de werkplek. Er zijn ook lichamelijke symptomen: afkoeling of net oververhitting, klamme handen, hyperactiviteit, moeite met slikken, problemen met het maag-darmkanaal, diarree, schrikachtigheid, spierspanningen, misselijkheid en zweten. De getroffene wordt bovendien snel moe en heeft slaapproblemen. Hij is vaak snel geïrriteerd en klaagt over een gespannen gevoel. Vaak ontstaan er problemen met sociale interactie door de constante psychologische en fysieke symptomen, de persoon zal dan soms als ongeïnteresseerd of hyperactief overkomen. De diagnose is niet eenvoudig, omdat de aandoening ook een teken kan zijn van andere angststoornissen, zoals de paniekstoornis, een depressieve stoornis, of van misbruik van drugs of geneesmiddelen.
Gegeneraliseerde angststoornissen komen bij circa vier procent van de bevolking voor, waarvan twee keer zo vaak bij vrouwen als bij mannen. De stoornis ontwikkelt zich vaak in de jeugd en kan vele jaren aanhouden, met een wisselende sterkte. Tijdens perioden van stress kan de stoornis plotseling verergeren.

## Behandeling

### Psychotherapeutisch
De beste behandelingen voor angststoornissen zijn vaak gedragstherapeutische behandelingen gebaseerd op exposure (graduele blootstelling aan de angstveroorzakende factoren) en behandelingen vanuit Acceptance and Commitment Therapy. Deze behandeling heeft echter alleen het beoogde gevolg als aan de angststoornis psychische conflicten ten grondslag liggen. Vaak is dat niet het geval, waardoor medicamenteuze therapie noodzakelijk is.

### Cognitieve gedragstherapie
Tijdens deze therapie wordt de persoon in kwestie geleerd om te denken c.q. anders naar zijn of haar angsten aan te kijken. Indien in het verleden al cognitieve gedragstherapie toegepast is, is de kans van slagen kleiner.

### Medicamenteus
- Rustgevende medicatie: benzodiazepinen behandelen de angststoornis op korte termijn. De medicatie heeft een rustgevend effect en dempt een angstaanval flink. Nadelen van deze middelen zijn het versuffende effect, en met name het optreden van tolerantie en het grote risico op verslaving, vooral bij langdurig gebruik. Bij langdurig gebruik zijn er vaak meer nadelen dan voordelen.[3] Deze middelen werken via hun interactie met de GABA-A receptor. Voorbeelden zijn diazepam, oxazepam, lorazepam (Temesta), bromazepam (Lexotanil) en alprazolam (merknaam: Xanax). Benzodiazepines zijn geschikt voor een kortdurende behandeling van angst, voor de behandeling van een acute fase van de angst en bij slaapproblemen.[4] Tot en met de tachtiger jaren, werden angststoornissen voornamelijk met benzodiazepinen behandeld, omdat er niet veel andere middelen beschikbaar waren.

- Antidepressiva: Tegenwoordig beschouwt men de antidepressiva van de types SSRI en SNRI als middelen van eerste keuze. Voorbeelden zijn paroxetine (Seroxat), citalopram (Cipramil), fluvoxamine (Fevarin), fluoxetine (Prozac) en venlafaxine (Efexor). Deze middelen worden over het algemeen goed verdragen. De werking van deze middelen treedt pas na een paar weken in.[4]

- Barbituraten: deze medicatie heeft hetzelfde effect als benzodiazepines. Echter zijn de effecten op het lichaam zwaarder. Deze middelen worden ook gebruikt als slaapmiddel voor een operatie of het toepassen van euthanasie.

- Een recente ontwikkeling is de ontdekking dat sommige anti-epileptica ook een angstverminderende werking hebben; bijvoorbeeld gabapentine en pregabaline.[4]